# Необыкновенный класс
«Необыкновенный класс» (чеш. Neobyčejná třída) — чехословацкий фильм 1965 года режиссёра Йозефа Пинкавы.

## Сюжет
Рассказ повествует о подругах, которые учатся в выпускном классе школы-двенадцатилетки. В классе учатся только девочки. Каждая из них юна и обладает своим неповторимым характером. В школе они уже достаточно прославились своими проказами, но их классная руководительница, Коткова любит их и с пониманием наблюдает как за их радостями, так и за огорчениями, помогая им выпутываться из сложных ситуаций, в которые они имеют привычку постоянно влипать.
В школе у девочек происходит конфликт с учителем чешского языка, Кривкой, которого они подозревают в несправедливости при выставлении оценок. На производственном обучении, которое проходит на станкостроительном заводе, у них случаются постоянные перепалки с мастером, которого они называют Ворчуном.
Однажды объявляется конкурс на лучший класс, победители которого должны отправиться на горнолыжную базу, но в итоге туда едут оба выпускных класса.
Кривка запрещает девочкам участвовать в карнавале на базе. Ученицы, естественно, не собираются его слушать. На карнавале Хвойкову, в костюме и маске цыганки, Кривка приглашает на танец. Та, в свою очередь, гаданием по руке перечисляет ему его дурные качества.
После возвращения время летит быстро. Девочки говорят о любви, притворяются, что у них есть замечательные мальчики и готовятся к выпускному. Выпускной в школе заканчивает счастливые школьные годы и класс отправляется в самостоятельную жизнь.

## В ролях
- Хельга Чочкова — Драгуша Хвойкова, ученица
- Натали Масловова — Павлина Янечкова, староста класса
- Эвелина Штеймарова — Катка, ученица
- Карел Урбанек — Кривка, учитель чешского языка
- Владимир Главатый Броучек по прозвищу «Ворчун», мастер завода
- Зора Розсыпалова — Коткова, классный руководитель
- Галина Пихова — Мириам, ученица
- Даниэла Покорна — Маруш Досталова, ученица
- Либуше Рафайова — Марсела, ученица
- Ярмила Разлова — Иржина, ученица из 3-го «А»
- Елена Ржихова — Барбора, ученица, фотограф
- Таня Стара — Зузана, ученица
- Ева Водичкова — Анделка, ученица, отличница
- Александра Гаснаркова — Штепанка Гавликова, ученица
- Карел Мейстер — директор школы
- Святоплук Матыаш — учитель математики
- Зденек Блажек — учитель английского

В ролях-камео в фильме появляются известные певцы и певицы того времени Густав Бром, Эва Пиларова, Вальдемар Матушка, Гелена Блегарова.

## Критика
Фильм чехословацкого режиссёра И. Пицекава, основой для которого послужил подлинный дневник девочки-школьницы. Отсюда и несколько ослабленный сюжет фильма. Это последний класс школы, в нём одни девочки, бойкие, задорные и все разные; и молодой учитель, в которого они все влюбляются… Вечера, маскарады… Проходят дни, и вот конец школы, конец проказам. Фильм изобилует множеством подсмотренными в жизни деталями. Только он несколько «облегчен» и больше, чем другие фильмы, позволяет понять, что детское кино ещё очень боится серьёзных тем.— Необыкновенные годы: страницы истории детского кино / Кира Парамонова- М.: Серебряные Нити, 2005. — 254 с. — с. 176

## Фестивали и награды
1966 — 5-й Кинофестиваль для детей и юношества имени Готвальда — Третий приз и Почётная грамота ЦК Чехословацкого союза молодежи

## Прокат в СССР
Фильм дублирован на русский язык на Киностудии имени М. Горького в 1965 году.
В советском кинопрокате с 19 июля 1966 года, в СССР фильм посмотрели 5,5 млн зрителей.